# Eugen Rochko
Eugène Rochko (né le 22 janvier 1993, en russe : Евгений Рочко) est un développeur de logiciels allemand. Il est surtout connu pour avoir développé le service de microblogging distribué Mastodon. Il dirige l’organisation à but non-lucratif Mastodon gGmbH à Berlin, qui a été fondée à Iéna.

## Biographie
Rochko a grandi dans une famille juive en Russie. Il est venu en Allemagne à l'âge de onze ans. Il a été actif sur des réseaux tels que MySpace, SchülerVZ, Facebook, Twitter et ICQ pendant ses années d'école au Jena Angergymnasium. Début 2016, Rochko a commencé à travailler sur le logiciel Mastodon,. Il l'a publié début octobre 2016 après avoir terminé ses études en informatique à l'Université Friedrich Schiller d'Iéna. Rochko est convaincu qu'il existe une meilleure manière de concevoir et d'administrer les réseaux sociaux que ce que permet le modèle commercial illustré principalement par Twitter et Facebook.
Plus tard, il a commencé à être le premier à implémenter le protocole ActivityPub pour Mastodon. Pendant ce temps, Rochko gagne sa vie avec Mastodon, car de nombreux fans le soutiennent via Patreon. Au départ, il a dû fermer son service car le nombre d'utilisateurs était trop élevé. 
En 2022, il crée une application pour mobile, le client officiel du réseau Mastodon.